# سیارک ۴۴۳۱
سیارک ۴۴۳۱ (به انگلیسی: 4431 Holeungholee، نامگذاری:1978WU14) چهار هزار و چهارصد و سی و یکمین سیارک کشف شده‌است که در ۲۸ نوامبر ۱۹۷۸ کشف شد.
قدر مطلق سیارک برابر ۱۰٫۹۰ است.